# Roger Birot
Pour les articles homonymes, voir Birot.
Roger Birot, né le 29 août 1906 au Mans et disparu dans l'océan Atlantique en juin 1942, est un officier de marine et résistant français, compagnon de la Libération.  
Il se distingue dès le début de la Seconde Guerre mondiale par son action dans la lutte anti-sous-marine, puis lors de l'évacuation de Dunkerque. Il rejoint la Royal Navy puis les Forces navales françaises libres. 
Il commande la première corvette de la France libre, puis la 1re division de corvettes et participe à la bataille de l'Atlantique en escortant les convois alliés. Il joue un rôle important pour rallier Saint-Pierre-et-Miquelon à la France libre en décembre 1941, et dirige provisoirement le territoire. 
Ayant repris le service à la mer dans l'Atlantique, il disparait avec la corvette Mimosa qu'il commande, torpillée par un sous-marin allemand.

## Biographie
Roger Richard Louis Birot naît le 29 août 1906 au Mans dans le département de la Sarthe. Il est le fils de Jean-Pierre Birot, capitaine d'infanterie, futur général, et de Juliette Millot,.

### Jeune officier de marine
Roger Louis effectue sa scolarité au prytanée militaire, à La Flèche. Il entre à l'École navale en octobre 1924. À sa sortie en octobre 1926, il est enseigne de vaisseau de 2e classe.
Affecté d'abord sur le torpilleur Sénégalais, il navigue sur le Ville d'Ys, un aviso, à la station de Terre-Neuve et d'Islande,. Promu enseigne de vaisseau de 1re classe en octobre 1928, il embarque sur le transport pétrolier Mékong basé à Cherbourg. 
Il est officier élève de l'École des officiers de transmissions en 1931,. Promu lieutenant de vaisseau, il est le chef du service transmissions à bord de plusieurs bâtiments successifs : en 1934 et 1935, sur les contre-torpilleurs Guépard puis Jaguar ; en 1936, sur le croiseur-école Jeanne-d'Arc, en 1937 à bord du cuirassé Paris, enfin en 1939, sur le contre-torpilleur Lion,.

### Lutte anti-sous-marine puis évacuation de Dunkerque
Lieutenant de vaisseau à la déclaration de la Seconde Guerre mondiale le 3 septembre 1939, Roger Birot commande le patrouilleur La Cancalaise et la 3e escadrille de patrouilleurs auxiliaires, avec laquelle il participe activement à la lutte anti-sous-marine et remporte deux victoires. Son navire saute sur une mine le 1er mai 1940. Blessé, il est recueilli avec son équipage par un vapeur hollandais,.
Lorsqu'il est de retour à Dunkerque, il est chargé de la sécurité et de la logistique du port. Il s'illustre de nouveau, lors de l'évacuation de Dunkerque, et le vice-amiral Abrial lui décerne une citation à l’ordre de l'armée de mer, le 31 mai 1940,. Après l'évacuation de Dunkerque, il prend le commandement à Cherbourg, le 15 juin, du patrouilleur La Nantaise. Il entend le 18 juin l'appel du général de Gaulle. Replié à Southampton le 3 juillet, il voit son bâtiment saisi comme les autres par la Royal Navy. Il est promu capitaine de corvette en juillet 1940.

### Rallie la France libre

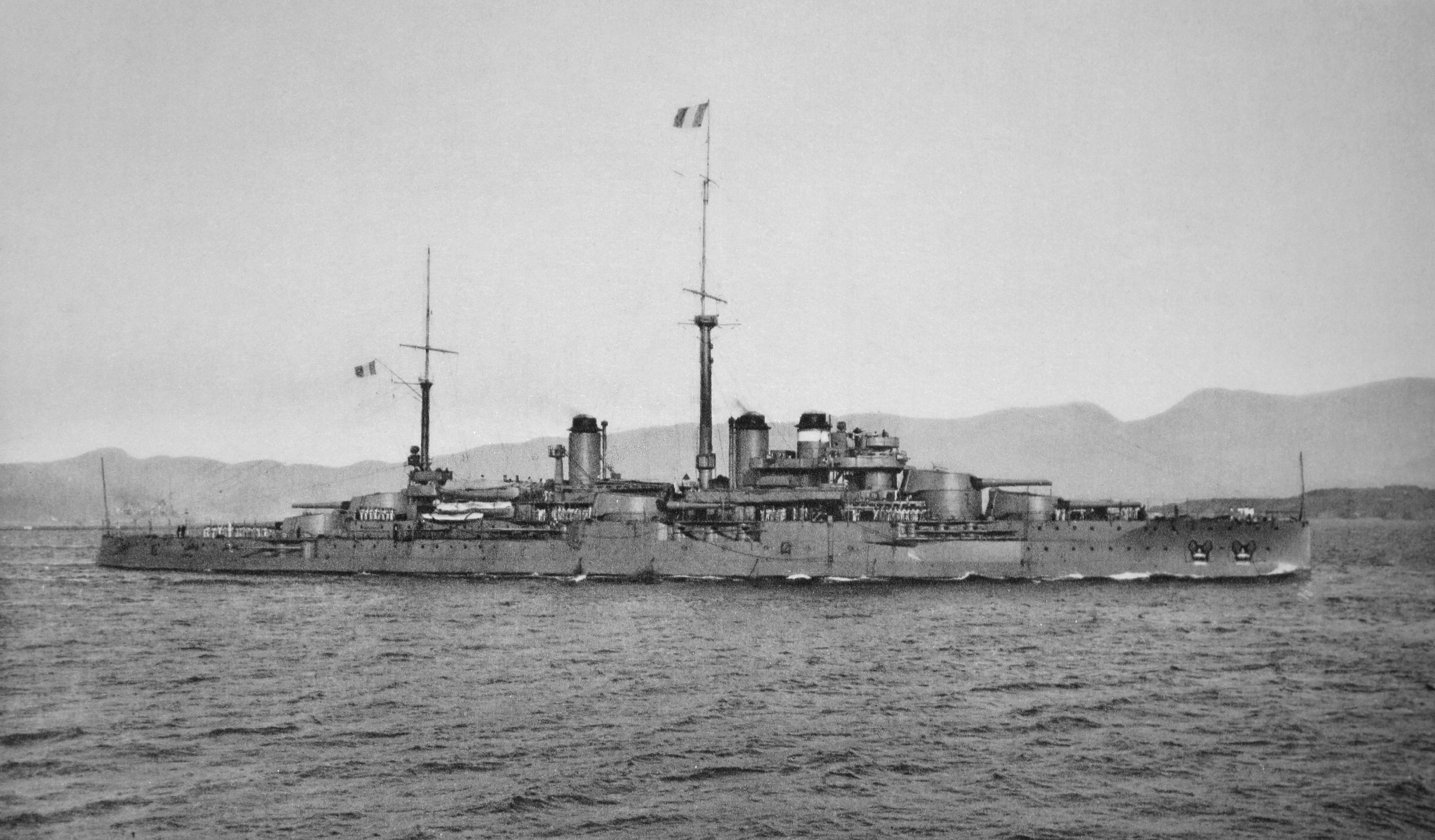
Son premier poste dans la France libre : second du cuirassé Courbet.

Après quelques mois dans la Navy, Roger Birot rejoint le 11 novembre 1940 les Forces navales françaises libres (FNFL). Il entraîne beaucoup de marins à suivre son exemple. 
D'abord nommé commandant en second du cuirassé Courbet, il est nommé en janvier 1941 commandant du torpilleur Bouclier ; mais celui-ci n'est pas opérationnel et est endommagé par les bombardements allemands sur Plymouth.

### Commande une division à la bataille de l'Atlantique
Il est désigné pour commander la corvette Mimosa le 17 avril 1941. C'est la première corvette des Forces navales françaises libres, elle leur est remise en mai 1941 ; il en dirige l'armement. Trois mois après, il prend le commandement de la 1re division de corvettes, comprenant le Mimosa, l'Alysse et l'Aconit. 
Il est chargé avec sa division d'escorter des convois alliés entre l'Amérique du Nord et l'Islande. C'est la première formation des FNFL à participer à la bataille de l'Atlantique. Il remplit cette mission d'escorte dans des « conditions particulièrement difficiles ».

### Ralliement de Saint-Pierre-et-Miquelon à la France libre
Il est promu capitaine de frégate en octobre 1941. Avec le vice-amiral Muselier, à la tête de ses trois corvettes et du sous-marin Surcouf, il participe en  décembre 1941 aux opérations pour rallier Saint-Pierre-et-Miquelon à la France libre, et il y joue un rôle prépondérant. Nommé le 1er janvier 1942 commandant provisoire de la marine de Saint-Pierre-et-Miquelon, il y reste jusqu'à l'arrivée du titulaire du poste. Il repart en  mars 1942 pour continuer ses missions dans l'Atlantique, escortant les convois avec le Mimosa.

### Atteint par une torpille
Le Mimosa appareille de Greenock (Écosse) le 31 mai 1942, pour escorter à partir du 1er juin le convoi « ONS 100 » vers l'Amérique du Nord. Mais la corvette est torpillée dans la nuit du 8 au 9 juin par le sous-marin allemand U 124. C'est à 4 h 10 le 9 juin qu'une torpille a atteint le bâtiment par 52° 12 nord et 32° 37 ouest, touchant le compartiment machine et faisant exploser les munitions. Le Mimosa coule en trois minutes. Le capitaine de frégate Roger Birot ainsi que presque tout son équipage de soixante-cinq marins disparaissent, il n'y a que quatre survivants.
La croix de l'ordre de la Libération est décernée à titre posthume à Roger Birot, ce qui le fait compagnon de la Libération, par décret du 7 août 1945.

## Hommages et distinctions

### Décorations

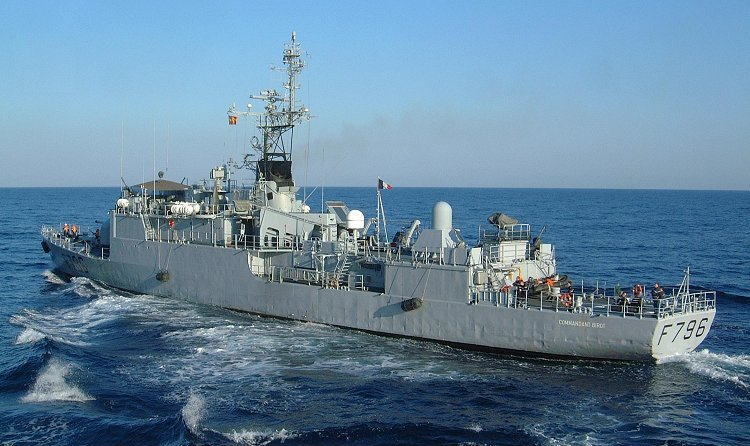
L'aviso Commandant Birot porte son nom.

- Officier de la Légion d'honneur[1], du 9 juin 1942[5].
- Compagnon de la Libération à titre posthume par décret du 7 août 1945[6].
- Croix de guerre 1939–1945, avec deux citations.
- Médaille de la Résistance française par décret du 31 mars 1947[7].
- Ordre de l'Empire britannique à titre militaire (officier).

### Hommages
Sont nommés d'après lui : 
- Commandant Birot, aviso de type A 69 de la classe d'Estienne d'Orves de la Marine nationale, en service depuis 1982.
- Avenue du Commandant-Birot, à Saint-Pierre, Saint-Pierre-et-Miquelon.
- La promotion 2020-2021 du Prytanée National Militaire porte son nom.

L'administration postale de Saint-Pierre-et-Miquelon a émis un timbre à son effigie en 1993.